# Référendum liechtensteinois de 2006
 (août 2025).
Un référendum sur une loi restreignant l'élevage de chien a lieu au Liechtenstein le 5 novembre 2006. Le texte est approuvé par un peu plus de 62 % des votants.

## Contenu
Le Landtag décide le 22 juin 2006 d'introduire une nouvelle législation sur l'élevage de chien, comprenant entre autres un encadrement des lignées de races pures ainsi qu'un registre des races de chiens considérés comme dangereux. La fédération de sport canin déclenche une procédure de collecte de signatures qui prend place du 29 juin au 27 juillet, et en réunit 1 610 dont 1 608 valides dès les dix premiers jours.
Il s'agit d'un référendum facultatif d'origine populaire : dans le cadre de l'article 66 de la constitution, le projet de loi voté par le Landtag fait l'objet d'une demande de mise à la votation par un minimum de 1 000 inscrits. Le 31 juillet, le Landtag fixe la date du référendum au 5 novembre suivant.

## Résultat
| Choix                     | Votes  | %     |
| ------------------------- | ------ | ----- |
| Pour                      | 6 276  | 62,68 |
| Contre                    | 3 736  | 37,32 |
|                           |        |       |
| Votes valides             | 10 012 | 98,96 |
| Votes blancs et invalides | 105    | 1,04  |
| Total                     | 10 117 | 100   |
| Abstentions               | 7 711  | 43,25 |
| Inscrits / Participation  | 17 828 | 56,75 |